# Luca e Paolo

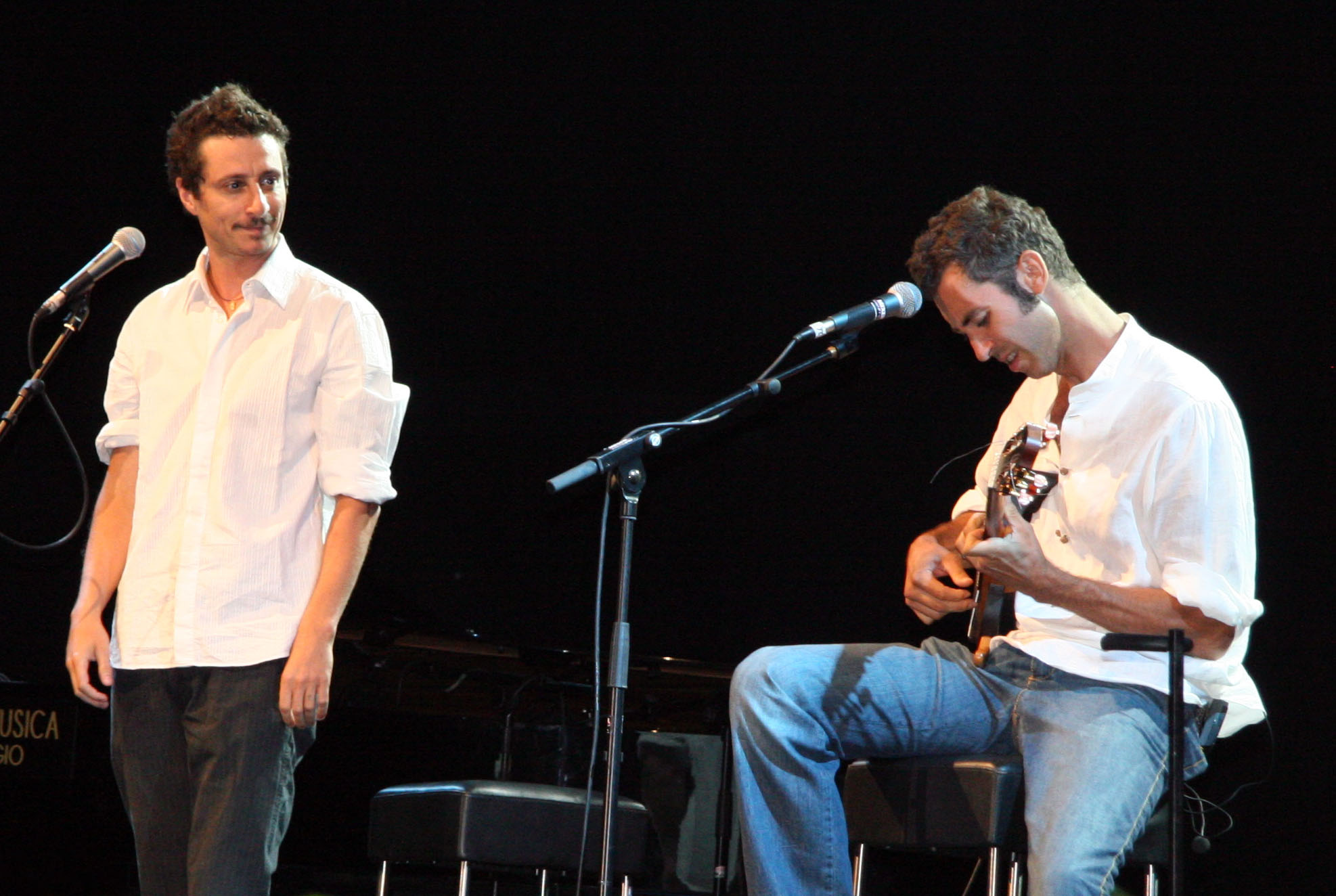
Da sinistra: Luca e Paolo nel 2008 al Festival teatro canzone Giorgio Gaber di Viareggio.

Luca e Paolo è un duo comico italiano formato da Luca Bizzarri (1971) e Paolo Kessisoglu (1969).

## Storia
I due fanno coppia fissa sia in televisione sia al cinema, ma non hanno sempre lavorato insieme. Entrambi genovesi (anche se Paolo è di origini armene), provengono dal teatro: Luca esordì nel 1986 con una compagnia teatrale dialettale, ma solo nel 1994 vi entrerà in pianta stabile dopo il diploma alla scuola di recitazione del Teatro Stabile di Genova. Anche Paolo si diploma al medesimo teatro l'anno dopo, e agli esordi reciterà persino Shakespeare. I due, proprio grazie al teatro, si conoscono nel 1991 e cominciano a esibirsi col gruppo cabarettistico Cavalli Marci (assieme all'amico Dado).

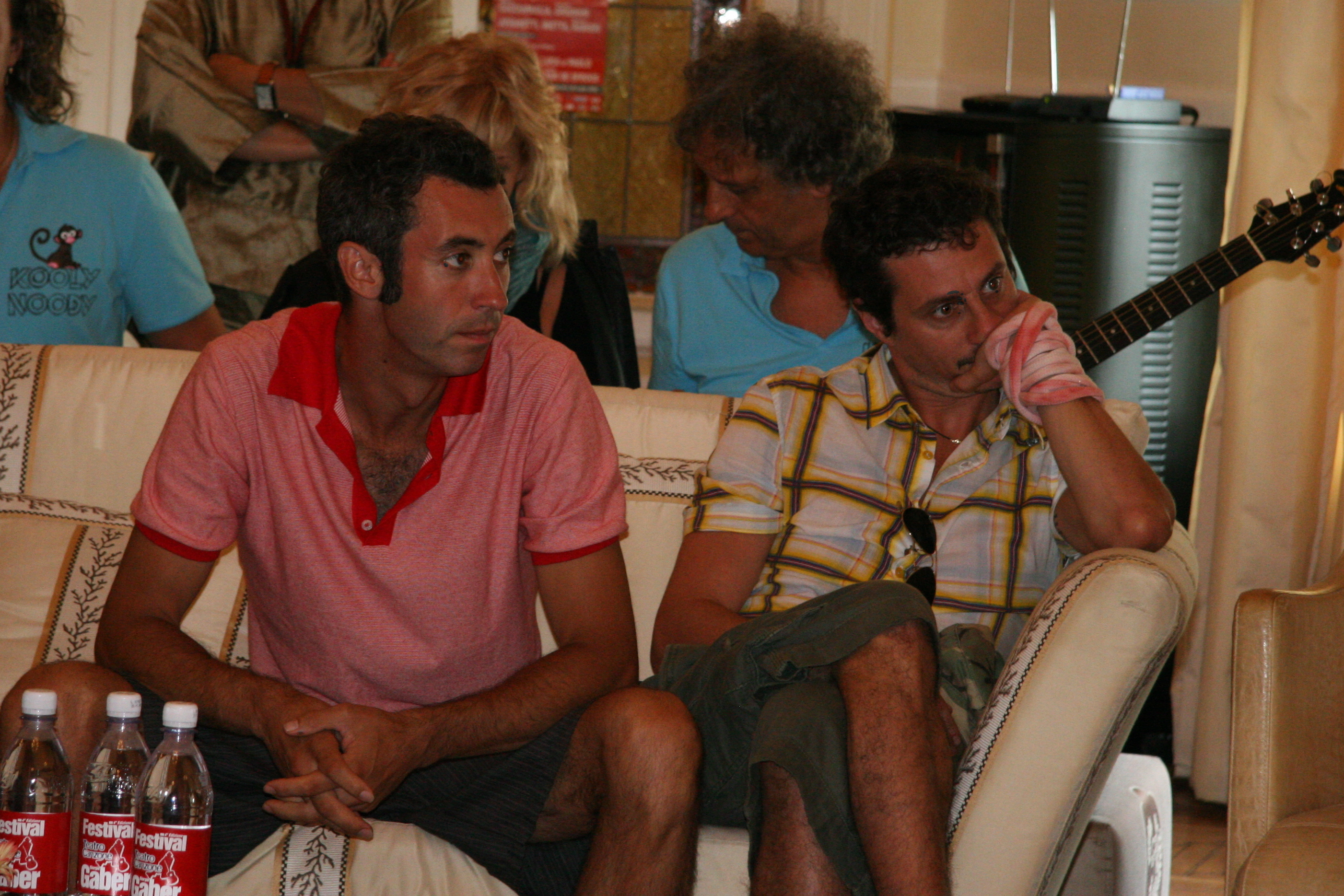
Da destra: Luca e Paolo all'edizione 2008 del Festival Gaber.

È di quegli anni la loro partecipazione al programma televisivo Ciro di Italia 1, che dà loro una prima popolarità presso il grande pubblico. Il sodalizio continuerà con l'esordio cinematografico (E allora mambo!), di nuovo televisione (Ciro) e un nuovo film (Tandem), quindi la serie di telefilm-documentari MTV Trip per MTV. Nel frattempo, per Italia 1 partecipano all'edizione 2001 del programma della Gialappa's Band Mai dire Gol, e diventano poi presentatori de Le Iene dal 2001 al 2011 (dapprima con Alessia Marcuzzi, successivamente con Cristina Chiabotto e infine con Ilary Blasi). Doppiano un paio di film d'animazione dopodiché, dal 2003, interpretano i protagonisti della sitcom Camera Café, ancora per Italia 1.
Nel 2008 partecipano in un cameo al film Asterix alle Olimpiadi. L'anno seguente ritornano al teatro ne La Passione secondo Luca e Paolo, commedia composta dagli stessi, in cui interpretano i due ladroni a fianco di un Gesù che tarda ad arrivare. Nel 2010 sono scelti per affiancare Gianni Morandi, Belén Rodríguez ed Elisabetta Canalis alla conduzione del Festival di Sanremo 2011 su Rai 1. Nel 2012 conducono una rinnovata edizione di Scherzi a parte su Canale 5; nella prima metà degli anni 2010 il duo comico è inoltre molto attivo al cinema, prendendo parte alle commedie Immaturi (e relativo sequel Immaturi - Il viaggio) e Un fidanzato per mia moglie, e al film comico Colpi di fortuna.
Nei primi mesi del 2013 partecipano alle puntate del lunedì di Che tempo che fa su Rai 3, in qualità di ospiti fissi. Nel marzo 2014 tornano sulle reti Mediaset con Giass, varietà di Antonio Ricci su Canale 5, mentre nella stagione 2015-2016 conducono su Italia 1 il programma comico Colorado. Nella prima parte del 2017 fanno parte del cast del talent show di Canale 5 Amici, intervenendo durante alcune puntate con dei monologhi comici, e sostituiscono Maurizio Crozza nella copertina del talk show politico di LA7 Dimartedì.
Nel giugno 2017 il duo comico approda in Rai, con la produzione di una nuova stagione di Camera Café anch'essa passata nell'occasione su Rai 2, e con la conduzione sulla stessa rete del programma pomeridiano Quelli che il calcio, quest'ultimo assieme a Mia Ceran; con la stessa, nel 2018 hanno condotto anche lo spin-off Quelli che... dopo il TG, striscia satirica quotidiana. Nel 2021, sempre con Ceran passano a condurre Quelli che il lunedì, rifacimento di Quelli che il calcio per la prima serata, sempre su Rai 2. Nel 2023 partecipano alla terza edizione del game show LOL - Chi ride è fuori di Prime Video; affiancano poi Loretta Goggi nel varietà Benedetta primavera di Rai 1.

## Filmografia

### Cinema
- E allora mambo!, regia di Lucio Pellegrini (1999)
- Tandem, regia di Lucio Pellegrini (2000)
- ...e se domani, regia di Giovanni La Parola (2005)
- Asterix alle Olimpiadi, regia di Frèdèric Forestier e Thomas Langmann (2008)
- Immaturi, regia di Paolo Genovese (2011)
- Immaturi - Il viaggio, regia di Paolo Genovese (2012)
- Colpi di fortuna, regia di Neri Parenti (2013)
- Un fidanzato per mia moglie, regia di Davide Marengo (2014)
- Un figlio di nome Erasmus, regia di Alberto Ferrari (2020)
- Per tutta la vita, regia di Paolo Costella (2021)
- Il giorno più bello, regia di Andrea Zalone (2022)
- Da grandi, regia di Fausto Brizzi (2023)
- Ari - Cassamortari, regia di Claudio Amendola (2024)

### Televisione
- Camera Café – sitcom (2003-2017)
- La strana coppia – serie TV, 30 episodi (2007)
- Il mandante – webserie (2014)
- Immaturi - La serie – serie TV (2018)

### Doppiaggio
- Le follie dell'imperatore (2000)
- La foresta magica (2001)
- Sitting Ducks (2001-2003)
- Trilli (2008)

## Programmi TV
- Ciro, il figlio di Target (1997-1998)
- Ciro (1999)
- MTV Trip (2000-2001)
- Mai dire Gol (2001)
- Le Iene (2001-2011)
- Ciro presenta Visitors (2003)
- Superciro (2004)
- Festival di Sanremo (2011)
- Scherzi a parte (2012)
- RadioItaliaLive - Il concerto (2013-2023)
- Giass (2014)
- Colorado (2015-2016)
- Striscia la notizia (2016)
- Amici di Maria De Filippi (2017)
- Dimartedì (2017, 2021-in corso)
- Quelli che il calcio (2017-2021)
- Quelli che... dopo il TG (2018)
- Sanremo Giovani 2018 (2018)
- Ballata per Genova (2019)
- Quelli che il lunedì (2021)
- LOL - Chi ride è fuori (2023)
- Benedetta primavera (2023)

## Teatro
- Primosecondonoi (1999)
- Sereni ma coperti (2000)
- Cabajazz (2005)
- Cavalli marci
- La Passione secondo Luca e Paolo (2009)
- Non contate su di noi (2011)

## Pubblicità
- Citroën C3 (2005)
- Vodafone (2010)
- Mediaset Premium (2011)
- FIAT (2011-2012)
- Dreher (2012)
- Kinder Bueno (2014)

## Videoclip
- Baluba – Flabby
- Supereroi – Meganoidi (2001)
- Immaturi – Alex Britti (2011)

## Discografia

### Singoli
- Alla consolle (sotto lo pseudonimo di Mimmo Amerelli) (1999)